# Orgeln der Bovenkerk (Kampen)

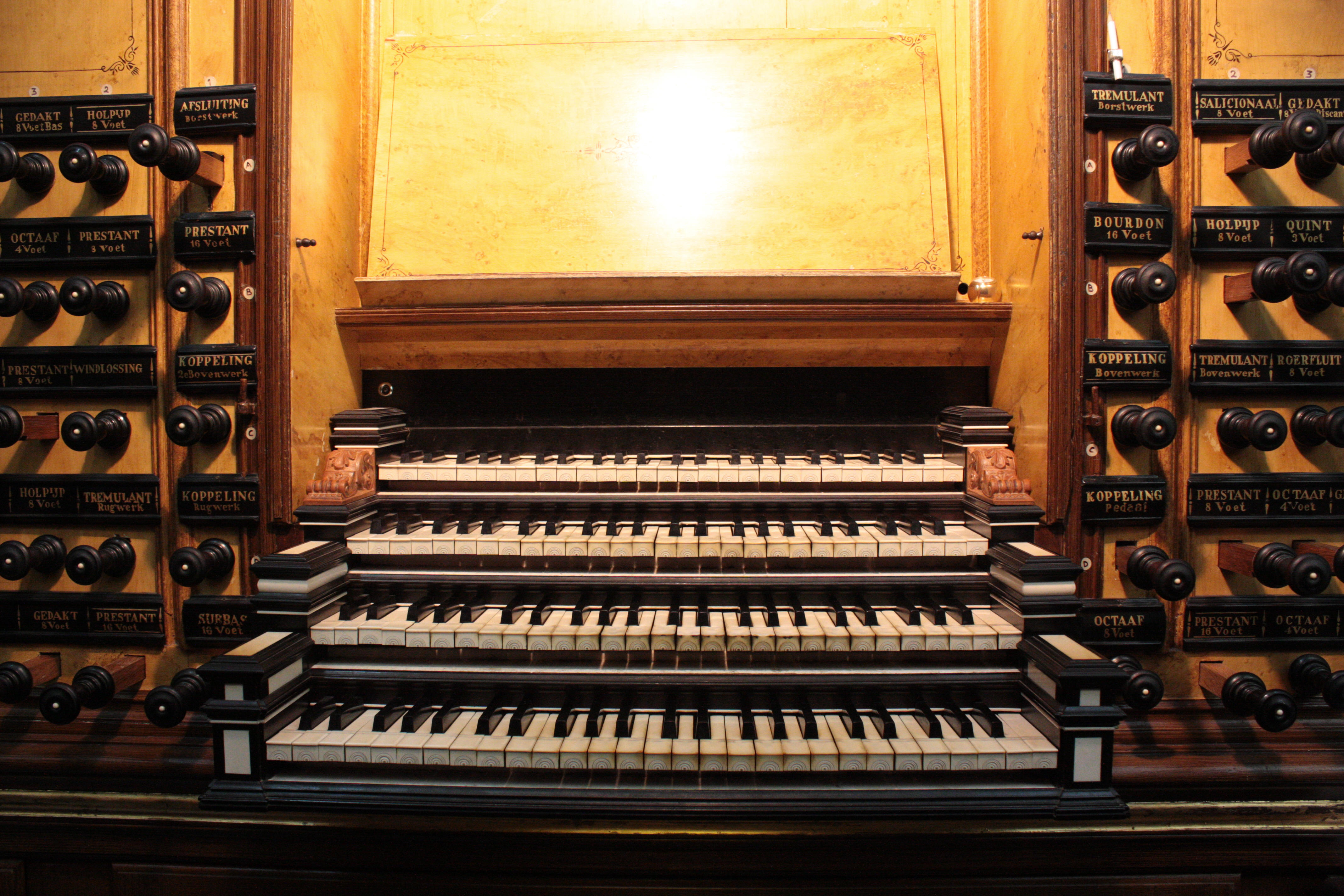
Spieltisch der Hinsz-Orgel

Die Orgeln der Bovenkerk (Kampen) sind die große Hauptorgel auf der Westempore und die kleine Chororgel in der gotischen Bovenkerk im niederländischen Kampen. Erstere hat im Wesentlichen im Jahr 1743 ihre heutige Gestalt durch Albertus Antonius Hinsz erhalten und verfügt heute über vier Manuale und 56 Register. Des Weiteren befinden sich eine zweimanualige Chororgel der Firma Reil aus dem Jahr 1999 mit 29 Registern und ein kleines Orgelpositiv von Sicco Steendam aus dem Jahr 2012 mit einem Register in der Kirche.

## Hauptorgel

### Baugeschichte

#### Vorgängerorgeln
Um 1400 muss bereits eine Orgel vorhanden gewesen sein, da im Jahr 1403 ein Nicolaus Koleman als „die orghaniste“ bezeugt ist. Ob der um 1460 in Kampen ansässige Orgelbauer Jacob van Bilsteyn an der Orgel tätig war, ist nicht unwahrscheinlich, konnte bisher aber urkundlich nicht nachgewiesen werden. Nach 1460 ist von Organisten im Plural die Rede, was nahelegt, dass die Kirche mittlerweile über eine größere Orgel verfügte. Im Jahr 1524 wird die Bezahlung einer größeren Orgel von „meester Johan van Kovelens“ (J. van Covelen) geregelt. In den weiteren Rechnungen von Kovelens zwischen 1527 und 1542 wird neben einem gewissen „meester hans“ auch der Meisterknecht Hendrik Niehoff erwähnt. Eine umfangreiche Sanierung mit einem Erweiterungsumbau fand 1570 durch Casper Noster statt. Im 16. Jahrhundert besaß die Kirche zudem eine zweite, kleinere Orgel mit zwei Manualen. Nicht bekannt ist, wann dieses Instrument abgetragen wurde. Durch die Gebrüder Cornelis und Michael Slegel ist im Jahr 1581 eine Reparatur der großen Orgel bezeugt. Wartungsarbeiten verrichtete in den Jahren 1626 bis 1647 Johan Morleth.

#### Neubau durch Slegel 1670–1676
Im Zuge der Arbeiten am Westturm wurde die alte Orgel 1669 zunächst abgebaut. 1670 wurde in einem Kontrakt ein Neubau beschlossen, für den die fünf vorhandenen Windbälge und brauchbares Pfeifenmaterial aus der Vorgängerorgel übernommen werden sollte. Der Bau verzögerte sich durch den Einfall von Truppen aus Münster und Frankreich. 1676 wurde die neue Orgel am Nordportal fertiggestellt. Die rekonstruierte Disposition von 1670 lautete wie folgt:
| I Rugpositief       |       |
| Quintadeen          | 08′   |
| Prestant            | 04′   |
| Holfluit            | 04′   |
| Octaaf              | 02′   |
| Quintfluit          | 1 ⁄2′ |
| Sifflet             | 01′   |
| Trompet             | 08′   |
| Sesquialter II–III0 |       |
| Mixtuur II–III      |       |
| Scherp              | 02′   |

| II „Bovenste“ werk |       |
| Prestant           | 08′   |
| Holpijp            | 08′   |
| Prestant           | 04′   |
| Fluit              | 04′   |
| Quint              | 03′   |
| Superoctaaf        | 02′   |
| Gemshoorn          | 02′   |
| Nasard             | 1 ⁄2′ |
| Sifflet            | 01′   |
| Mixtuur II–III D0  |       |
| Scherp II–III      |       |
| Tertiaan           | 01′   |

| Pedaal             |     |
| Bourdon (aus Blei) | 16′ |
| Octaaf             | 08′ |
| Octaaf             | 04′ |
| Mixtuur            | 02′ |
| Trompet            | 08′ |
| Vox Humana0        | 08′ |

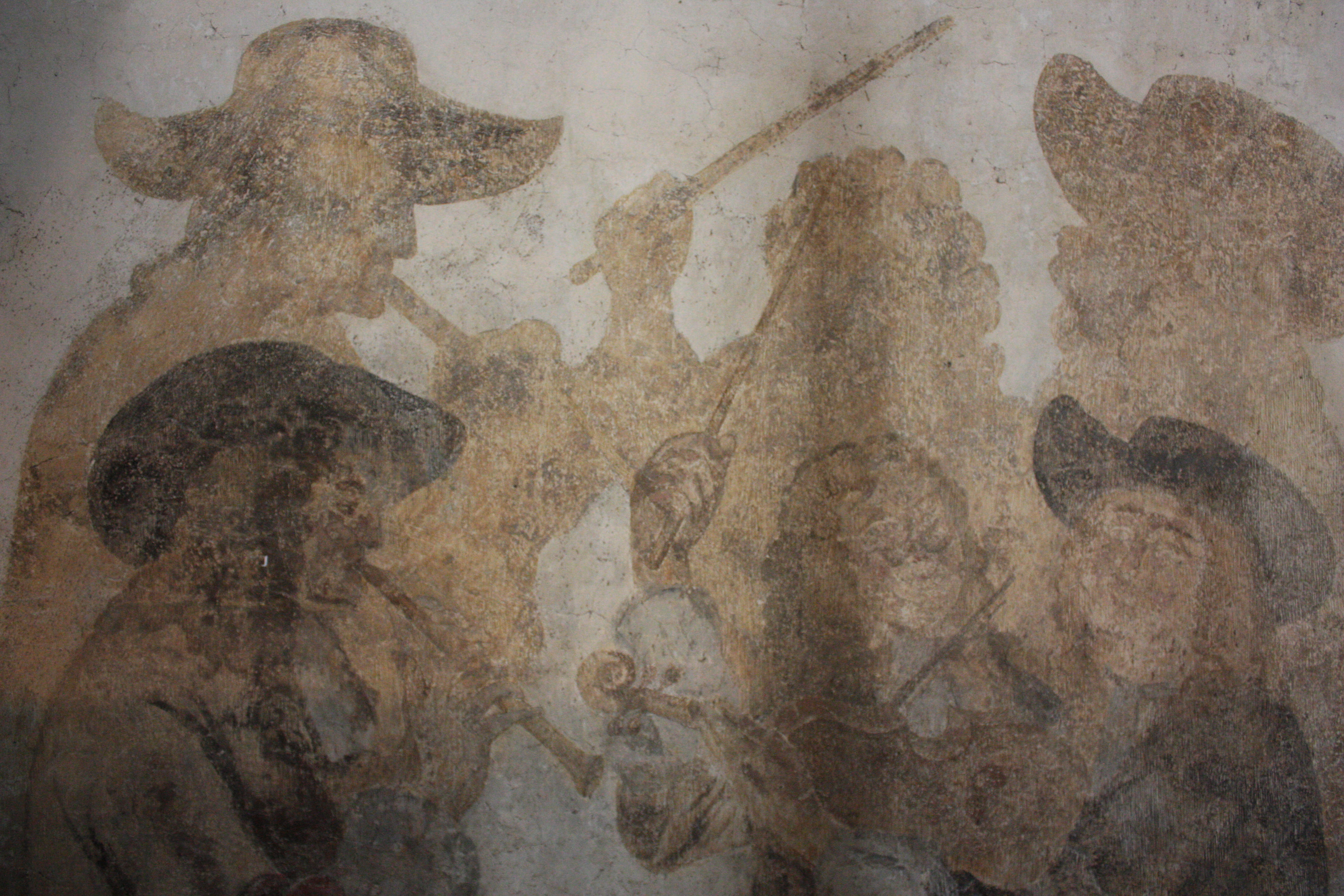
Fresko mit Musikanten (1687?) hinter der Orgel, das Aufschluss über die Konturen der damaligen Orgel und Empore gibt. Nach den späteren Erweiterungen der Orgel sind die Fresken heute von unten nicht mehr sichtbar.

Aus optischen und akustischen Gründen wurde die Slegel-Orgel im Jahr 1686/87 wieder auf die Westempore platziert. Vermutlich aus dieser Zeit stammen die Fresken an der Turmwand hinter der Orgel. In den Jahren 1694 bis 1712 führte Johan Duyschot Wartungs- und Reparaturarbeiten durch, möglicherweise auch kleine Dispositionsveränderungen. Denn nach der sorgfältig erstellten Beschreibung des Zustands vor 1741 durch Hinsz besaß das Instrument gegenüber der Disposition von 1670 noch drei weitere Register: Prestant 16′, Trompet 16′ und Cornet 8′, wies aber kein Pedal mehr auf. Möglicherweise war es in ein drittes Manualwerk umgebaut worden.

#### Erweiterungsumbau durch Hinsz 1741–1743
Im Jahr 1741 konnte der berühmte Albertus Antonius Hinsz, der in den Niederlanden die Schule von Arp Schnitger fortführte, für eine Restaurierung und einen Erweiterungsumbau gewonnen werden. Durch Hinsz wurde die heutige Orgel in optischer Hinsicht und im klanglichen Charakter entscheidend geprägt. Hinsz erweiterte den Klaviaturumfang und die Disposition, ergänzte ein drittes Manual und ersetzte die Traktur, Windanlage und die Windladen. Das Pedal war nur angehängt. Mithin war dies das größte Instrument von Hinsz (III/P/33). Bis zu seinem Tod im Jahr 1785 wurde Hinsz mit der Wartung betraut. Die Disposition sah nun folgendermaßen aus:
| I Rugwerk C–c3    |     |
| Prestant*         | 08′ |
| Holpijp           | 08′ |
| Octaaf*           | 04′ |
| Fluit             | 04′ |
| Gedekte Quint0    | 03′ |
| Octaaf            | 02′ |
| Sifflet**         | 02′ |
| Mixtuur III–IV**  |     |
| Sexquialter III** |     |
| Dulciaan*         | 08′ |
| Tremulant         |     |

| II Hoofdwerk C–c3 |     |
| Prestant*         | 16′ |
| Bourdon*          | 16′ |
| Prestant          | 08′ |
| Holpijp           | 08′ |
| Octaaf            | 04′ |
| Fluit             | 04′ |
| Quint             | 03′ |
| Octaaf            | 02′ |
| Mixtuur III–V*0   |     |
| Scherp III        |     |
| Tertiaan II       |     |
| Trompet*          | 16′ |
| Trompet*          | 08′ |

| III Bovenwerk C–c3 |       |
| Prestant*          | 08′   |
| Quintadeen         | 08′   |
| Roerfluit*         | 08′   |
| Octaaf             | 04′   |
| Fluit              | 04′   |
| Speelfluit*        | 03′   |
| Gemshoorn          | 02′   |
| Nasard             | 1 ⁄2′ |
| Scherp III         |       |
| Vox Humana0        | 08′   |
| Tremulant          |       |

Die mit * gekennzeichneten Register sind neu von Hinsz, die mit ** sind teilweise neu von Hinsz
- Koppeln: II/I, II/III, II/I/III

#### Erweiterungsumbau durch Freytag/Schnitger 1788–1790
Nach dem Tod von Hinsz entstanden Pläne für eine Erweiterung der Orgel um ein selbstständiges Pedal. Heinrich Hermann Freytag, Meisterschüler von Hinsz, führte zusammen mit Frans Casper Snitger jr., dem Enkel Arp Schnitgers und Stiefsohn von Hinsz, die Werkstatt des Lehrmeisters in Groningen fort. Sie ergänzten das Instrument um ein freies Pedal und ein kleines Brustwerk und nahmen kleine Dispositionsänderungen vor (IV/P/46).

#### Veränderungen im 19. Jahrhundert
Im 19. Jahrhundert wurden verschiedene Reparaturen und Dispositionsänderungen vorgenommen.  J. C. Scheuer tauschte im Jahr 1817 einzelne Register aus. A. van Gruisen ersetzte weitere Stimmen und pflegte die Orgel bis 1839. Zwier van Dijk führte weitere Reparaturarbeiten durch und ersetzte und ergänzte einige Stimmen.

#### Wartungen und Restaurierungen im 20. Jahrhundert
Ein Neffe von Zwier van Dijk mit Namen J. Proper übernahm 1894 bis 1937 die Pflege, die Firma Sanders in den Jahren 1938 bis 1957. Während der Restaurierung der Bovenkerk (1957–1966) wurde die Orgel ausgelagert, 1965 aber das Rückpositiv wieder eingebaut, um ein Instrument zur Begleitung des Gemeindegesangs zu haben. Die Restaurierung der Orgel durch die Firma Bakker & Timmenga dauerte bis 1976. Die schwierige Grundsatzfrage, welchen Zustand man zugrunde legen sollte, wurde durch eine zweite Oberwerklade gelöst, auf der das Pfeifenwerk aus den Jahren zwischen 1790 und 1866 beibehalten werden konnte. Verlorene Register wurden rekonstruiert. Bis 1999 übernahm Bakker & Timmenga die Wartung. Seit dem Jahr 2000 versieht der Orgelbau Gebr. Reil die Pflege.

### Disposition seit 1975
Die heutige Disposition lautet:
| I Rugwerk C–c3     |      |      |
| Prestant           | 08′0 | H    |
| Holpijp            | 08′  | S    |
| Octaaf             | 04′  | H    |
| Fluit              | 04′  | S/H  |
| Gedakt Quint0      | 03′  | H/BT |
| Octaaf             | 02′  | S    |
| Fluit              | 02′  | H/BT |
| Sifflet            | 01′  | BT   |
| Sexquialter III D0 |      | BT   |
| Mixtuur III–IV     |      | S/H  |
| Fagot              | 16′  | FS   |
| Tremulant          |      |      |

| II Hoofdwerk C–c3  |      |     |
| Prestant           | 16′0 | H   |
| Bourdon            | 16′  | S   |
| Prestant           | 08′  | S/H |
| Holpijp            | 08′  | S   |
| Octaaf             | 04′  | S   |
| Fluit              | 04′  | S   |
| Quint              | 03′  | S   |
| Superoctaaf        | 02′  | S   |
| Mixtuur III–V B/D0 |      | S   |
| Tertiaan II        |      | BT  |
| Scherp III         |      | BT  |
| Trompet B/D        | 16′  | H   |
| Trompet            | 08′  | H   |

| III Bovenwerk I C–c3 |        |     |
| Prestant             | 08′    | S/H |
| Roerfluit            | H      |     |
| Quintadeen           | S      |     |
| Fluit                | 04′    | M   |
| Octaaf               | 04′    | BT  |
| Speelfluit           | 03′    | H   |
| Germshoorn           | 02′    | M   |
| Nassat               | 1 ⁄3′0 | BT  |
| Scherp III           |        | BT  |
| Vox Humana0          | 08′    | S/H |
| Tremulant            |        |     |

| III Bovenwerk II C–c3 |     |   |
| Holpijp               | 8′0 | G |
| Salicionaal           | 8′  | G |
| Fluittravers          | 8′  | G |
| Principaal            | 4′  | G |
| Spitsfluit            | 2′  | G |
| Flageolet             | 1′  | G |
| Carillon III D0       |     | G |
| Trompet               | 8′  | G |

| IV Borstwerk C–c3 |     |    |
| Gedakt B/D0       | 8′0 | FS |
| Fluit B/D         | 4′  | FS |
| Woudfluit         | 2′  | FS |
| Dulciaan          | 8′  | H  |
| Tremulant         |     |    |

| Pedaal C–d1 |      |    |
| Prestant    | 16′0 | H  |
| Subbas      | 16′  | FS |
| Octaaf      | 08′  | FS |
| Gedekt      | 08′  | FS |
| Roerquint   | 06′  | FS |
| Octaaf      | 04′  | FS |
| Open Fluit0 | 02′  | BT |
| Bazuin      | 16′  | FS |
| Trompet     | 08′  | FS |
| Cornet      | 04′  | FS |

- Koppeln: II/P, III/II, II/I, III/III, IV/III

M = Johan Morleth (1629)
S = Gebrüder Slegel (1676)
H = Albertus Antonius Hinsz (1743)
FS = Heinrich Hermann Freytag und Franz Caspar Schnitger jr. (1790)
G = A. van Gruisen u. a. (um 1825)
BT = Bakker & Timmenga (1975)

### Technische Daten
- Traktur:
  - Tontraktur: Mechanisch
  - Registertraktur: Mechanisch
- Stimmung:
  - Höhe a1= 448 Hz
  - Gleichstufige Stimmung

## Chororgel

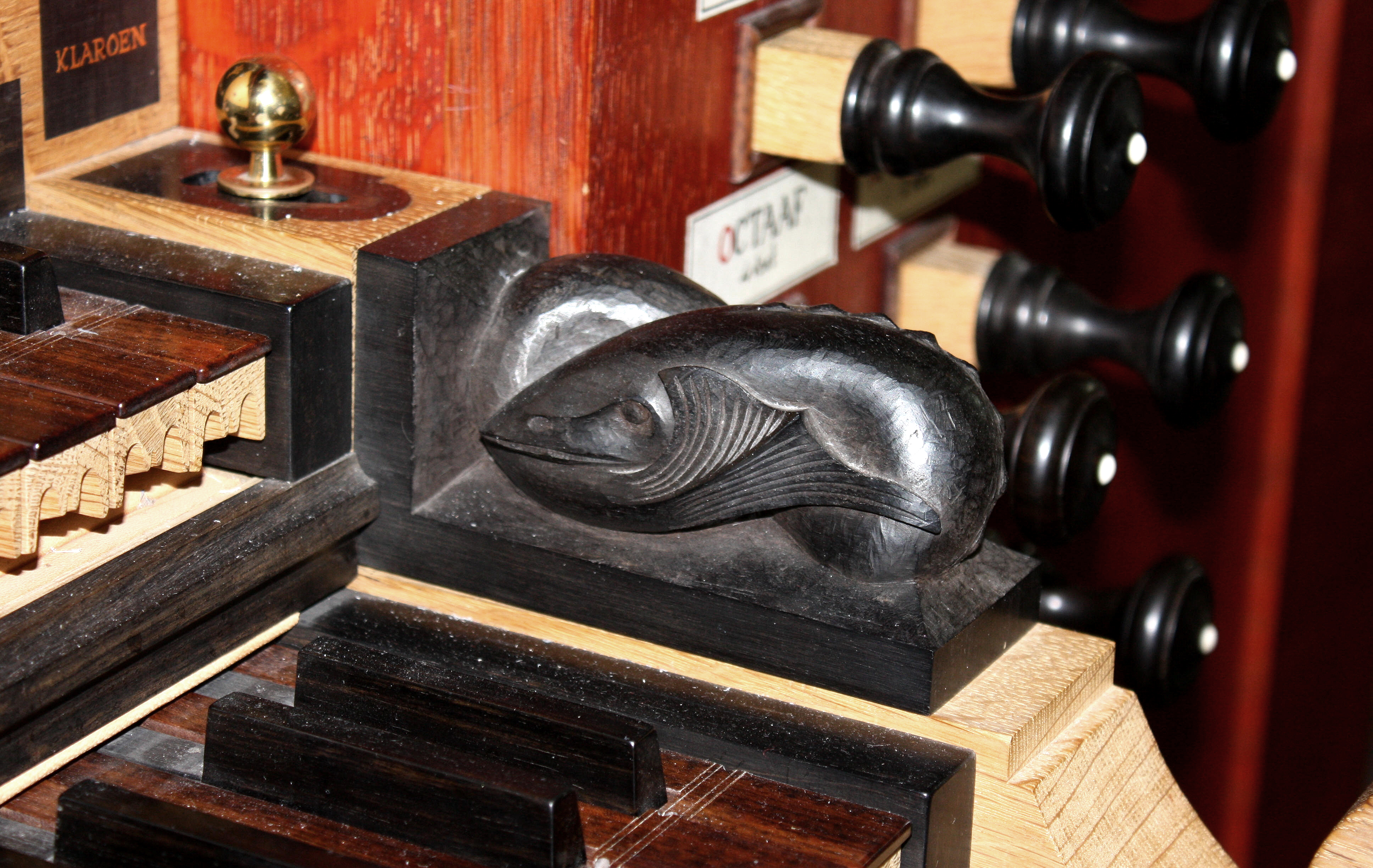
Seitenwangen der Chororgel in Form eines Störs, der in der Kamper Folklore eine große Rolle spielt

Neben der Hinsz-Orgel befindet sich seit 1999 eine Chororgel in der Kirche. Als Besonderheit befindet sich ein Trompetenregister über dem Gehäuse des Oberwerks. Aufgrund der unterschiedlichen Stimmungen / Tonhöhe können Haupt- und Chororgel nicht gleichzeitig gespielt werden. Die Disposition umfasst 28 Register auf zwei Manualen, einem nur im Diskant ausgebauten Récit mit nur einem einzelnen Register und Pedal:
| I Hoofdwerk CD–e3 |     |
| Quintadeen        | 16′ |
| Praestant I–II    | 08′ |
| Gedekt            | 08′ |
| Octaaf I–II       | 04′ |
| Spitsfluit        | 04′ |
| Quint             | 03′ |
| Octaaf            | 02′ |
| Sesquialter II    |     |
| Cornet IV         |     |
| Mixtuur IV–V0     | 02′ |
| Trompet           | 16′ |
| Trompet           | 08′ |

| II Bovenwerk CD–e3 |       |
| Praestant I–II     | 04′   |
| Gedekt             | 08′   |
| Quintadeen         | 08′   |
| Roerfluit          | 04′   |
| Nasard             | 03′   |
| Gemshoorn          | 02′   |
| Octaaf             | 02′   |
| Quintfluit         | 1 ⁄3′ |
| Mixtuur III–IV0    | 01′   |
| Dulciaan           | 08′   |

| III Récit c1–e3 |
| Klaroen II      |

| Pedal CD–d1 |     |
| Subbas      | 16′ |
| Octaaf      | 08′ |
| Octaaf      | 04′ |
| Nachthoorn0 | 02′ |
| Bazuin      | 16′ |
| Trompet     | 08′ |

- Spielhilfen: ein Tremulant für die gesamte Orgel und ein Cymbelstern
- Koppeln: II/I (Schiebekoppel), III/I, I/P, II/P
- Stimmung: Kellner;  a = 440 Hz. bei 16° C

## Orgelpositiv
Im Jahr 2012 baute Sicco Steendam ein Orgelpositiv, das als Continuo-Instrument eingesetzt wird. Die Orgel verfügt über ein tragendes Register (Holpijp 8′), das auf die Raumgröße abgestimmt ist. Der Manualumfang umfasst CDEFGA–c3. Die Stimmtonhöhe lässt sich flexibel von 415 Hz bis 442 anpassen.